# Więzadło tarczowo-nagłośniowe

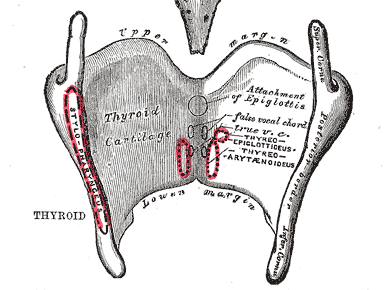
Chrząstka tarczowata. Miejsce przyczepu więzadła tarczowo-nagłośniowego podpisane Attachment of Epiglottis.

Więzadło tarczowo-nagłośniowe (łac. ligamentum thyroepiglotticum) – w anatomii człowieka silne, sprężyste więzadło wewnętrzne krtani. Łączy ono powierzchnię tylną kąta chrząstki tarczowatej poniżej wcięcia tarczowego górnego (w połowie odległości od niego do wyniosłości krtaniowej, tuż powyżej spoidła przedniego) z szypułką chrząstki nagłośniowej. Więzadło to razem z szypułką tworzy na dolnej połowie tylnej powierzchni nagłośni wyniosłość błony śluzowej – guzek nagłośniowy (tuberculum epiglotticum).